# علی اکبرپور
علی اکبرپور (زادهٔ ۹ فروردین ۱۳۱۳ – درگذشتهٔ ٢٧ دی ١۴٠١) موسیقی‌دان، آهنگساز و نوازندهٔ اهل ایران بود.

## زندگی‌نامه
کاسعلی اکبرپور اسطلخی معروف به علی اکبرپور در ۹ فروردین ۱۳۱۳ در روستای سیاه اسطلخ رشت متولد شد. او تحصیلات ابتدایی خود را در شهر رشت سپری کرد. اولین استاد او در فراگیری ساز ویلن «موسیو یِرواند» بود. وی از سن ۱۳ یا ۱۴ سالگی در «رادیو بی‌سیم» رشت به اجرای ویلن می‌پرداخت. او در نوجوانی به استخدام ارتش درآمد و در «ارکستر ارتش» نوازندگی و آهنگسازی می‌کرد. از دیگر استادان او می‌توان به «کیهان دیوان بیگی» و «رکن الدین نژند» اشاره نمود.
علی اکبرپور در سال‌های جوانی یک ارکستر تشکیل داد که در رادیو رشت به اجرای موسیقی می‌پرداخت. غلامحسین بنان در سال ۱۳۳۴ با آن ارکستر برنامه داشته‌است. وی در آن ایام با خوانندگانی همچون: ناصر مسعودی، منصور فانی، نادر گلچین و فریدون پوررضا به عنوان آهنگساز، رهبر ارکستر و نوازنده همکاری داشت.
ابراهیم روحی‌فر، والودیا تارخانیان، اقدس پورتراب، محمود کریمی، حسن رادمرد، رحمت‌الله بدیعی، توماس کریستین داوید، مصطفی کمال پورتراب، حسین دهلوی، فرهاد فخرالدینی و احمد پژمان از دیگر موسیقی‌دانانی بوده‌اند که در آموزش موسیقی به علی اکبرپور نقش داشته‌اند. وی در سال ۱۳۵۰ یا ۵۱ موفق به دریافت لیسانس در رشته آهنگسازی از هنرکده موسیقی ملی شد و در دانشگاه نظامی به تدریس موسیقی مشغول شد.
آثار با کلام او با خواننده‌هایی نظیر: ایرج، سیما بینا، حمیرا، عهدیه، مرجان، سیما مافیها، نادر گلچین، مازیار، ناصر مسعودی، رشید وطن‌دوست، مهرداد کاظمی، بهرام گودرزی، جهانگیر زمانی، «قدمی»، بهرام حصیری، صادق صادقی، بیژن بیژنی، فاضل جمشیدی و … اجرا و ضبط شده‌اند. مجموعه «نغمه‌های زندگی»، «سوئیتها» و «سمفونیها» قطعه‌های گوناگون برای «ویلن»، «فلوت»، «نی»، «پیانو» و … از جمله آثار بی‌کلام اوست که برای ارکسترهای بزرگ و کوچک نوشته شده‌اند.او با ارکسترهایی نظیر «باربد»، «نکیسا» و ارکسترهای بزرگ رادیو و تلویزیون همکاری داشته‌است.
در اختتامیه جشنواره موسیقی مقاومت که مهر سال ۱۳۹۰ برگزار شد از علی اکبرپور به عنوان «آهنگساز پیشکسوت دفاع مقدس» تجلیل شد. همچنین در دی ماه ۱۳۹۵ در اولین همایش شعر و موسیقی شیون فومنی از علی اکبرپور تجلیل به عمل آمد. در ۱۵ شهریور ۱۳۹۷ نیز در سومین برنامه «خنیاگران سرزمین مادری» در فرهنگسرای ارسباران از علی اکبرپور تجلیل شد.
در مراسم اختتامیه پنجمین فستیوال موسیقی «آینه‌دار» که شامگاه سه‌شنبه ۱۳ آذر ۱۳۹۷ در تالار وحدت برگزار شد، «تندیس سرو» به علی اکبرپور به همراه ۲۳ موسیقی‌دان دیگر اهداء شد.

## برخی آثار
علی اکبرپور در طول سال‌های فعالیت، بیش از ۵۰۰ ترانه و قطعه باکلام و ده‌ها قطعه بی کلام آهنگسازی کرده‌است که از آن میان به موارد زیر می‌توان اشاره نمود:
- «گیشه دمرده» (بر اساس حکایت مشهور گیلکی)
- قطعه «میرزا کوچک خان» با صدای «ناصر مسعودی»
- سوئیت «دوره‌گرد قصه گو»
- موسیقی‌های کودکانه (نوار قصه) بر اساس قصه‌های «م. آزاد» مانند «قصه خاله پیرزن»، «گربه بلا موش ناقلا» و …
- ترانه «ساقی» (امشب دلی شکسته دارم) با صدای «مازیار»
- تصنیف «شهید وطن»
- تصنیف «بلند آسمان»